# Лойхінг
Лойхінг (нім. Loiching) — громада в Німеччині, знаходиться в землі Баварія. Підпорядковується адміністративному округу Нижня Баварія. Входить до складу району Дінгольфінг-Ландау.
Площа — 38,93 км2. Населення становить 3657 ос. (станом на 31 грудня 2020).